# Cuveglio
Cuveglio é uma comuna italiana da região da Lombardia, província de Varese, com cerca de 3.021 habitantes. Estende-se por uma área de 7 km², tendo uma densidade populacional de 432 hab/km². Faz fronteira com Casalzuigno, Cassano Valcuvia, Castello Cabiaglio, Cuvio, Duno, Rancio Valcuvia.

## Demografia
| Variação demográfica do município entre 1861 e 2011                               |
|                                                                                   |
| Fonte: Istituto Nazionale di Statistica (ISTAT) - Elaboração gráfica da Wikipedia |